# بزداغان
بوزداغان- کندی در منطقه لاچین جمهوری آذربایجان در محدوده اداری روستای شامکند.
در سال 1992 توسط نیروهای مسلح جمهوری ارمنستان اشغال شده است.

## جغرافیای بوزداغان
روستای بوزداغان یکی از 5 روستایی است که در واحد منطقه اداری شامکند در منطقه لاچین قرار دارد. این روستا در 520 کیلومتری غرب پایتخت جمهوری شهر باکو و در 70 کیلومتری شمال غرب مرکز منطقه از طریق جاده بزرگراه قرار دارد، در رشته کوه‌های قفقاز کوچک، در سمت جنوب غربی رشته کوه‌های قره‌باغ واقع شده است. فاصله آن تا ایستگاه راه‌آهن خانکندی از طریق جاده بزرگراه 130 کیلومتر است. این روستا در ارتفاع 1540 متری از سطح دریا قرار دارد. روستای بوزداغان در شمال با ولایت خودمختار کوهستان قره‌باغ، در جنوب با روستای شامکند، در شرق با روستای چورمان و در غرب با روستای نغدالی هم‌مرز است. منطقه روستا پر از جنگل‌های پرپشت است.

## تاریخ
نام روستا از ترکیب دو کلمه بوز و داغان تشکیل شده است و یک اتنوتوپونیم است. احتمال می‌رود که توپونیم از نام یکی از قبایل قدیمی اوغوز به نام قبیله بوزداغان شکل گرفته باشد. می‌توان در نزدیکی شهرهای ترابزون، آیدین، چوروم، مرسین، آدیامان و آدانای ترکیه به روستاهای با نام بوزداغان برخورد کرد. در آن روستاها، افراد مختلفی که به شاخه‌های مختلف قبیله بوزداغان تعلق دارند زندگی می‌کنند. در “دفتر خلاصه استان ارومیه”  ثبت شده است که در نزدیکی ایروان در فاصله 8 ورست از رودخانه آرپاچای روستای بوزداغان وجود دارد. با توجه به اینکه قبایل بوزداغان سبک زندگی عشایر را دنبال می‌کرده‌اند، احتمال می‌دهند که در یک دوران تاریخی، افراد عضو قبایل بوزداغان در روستای بوزداغان یا در نزدیک آن زندگی کرده باشند.
برخی از پژوهشگران این فرضیه را دارند که توپونیم به نام گروه قومی با همین نام (یک نوع شاهین بوزداغان) مرتبط است. این توپونیم در سال 1933 با نام بوزاغان ثبت شده است و ممکن است به معنای “مکان بی‌علف و بی‌گیاه” باشد. در ترکیه، منطقه‌ای با نام بوزدوغان و در ارمنستان منطقه‌ای با نام بوزتوغان ثبت شده‌اند.
اکثریت جمعیت روستا را نسل قاسیموشاغی از قبیله حاجی‌ساملی از شاخه تکه‌لی (تکه-ترکمن) از بوی سالور ترک‌های اوغوز تشکیل می‌دهند. در طول جنگ قره‌باغ، 2 نفر از ساکنان روستا به شهادت رسیدند و 2 نفر نیز گم شدند. در حال حاضر، جمعیت روستا 208 نفر است. در سال 1993، این روستا توسط نیروهای مسلح ارمنستان اشغال شد. در سال 2020، براساس بیانیه آتش‌بس بیانیه آتش‌بس قره‌باغ (2020) که پس از جنگ دوم قره‌باغ منعقد شد، در 1 دسامبر 2020 توسط نیروهای مسلح آذربایجان آزاد شد.